# Durjon Idrizaj
Durjon Idrizaj (* 14. Juni 1991) ist ein albanischer Leichtathlet, der sich auf den Hürdenlauf spezialisiert hat und zu Beginn seiner Karriere im Dreisprung antrat.

## Sportliche Laufbahn
Erste internationale Erfahrungen sammelte Durjon Idrizaj im Jahr 2011, als er bei den Balkan-Meisterschaften in Sliwen mit einer Weite von 14,45 m den achten Platz im Dreisprung belegte. Im Jahr darauf gelangte er bei den Balkan-Meisterschaften in Eskişehir mit 13,90 m auf Rang sechs und 2014 wurde er bei den Balkan-Meisterschaften in Pitești mit 13,44 m Zehnter. Im Jahr darauf belegte er bei den Balkan-Meisterschaften ebendort mit 13,73 m den neunten Platz und 2016 wurde er bei den Balkan-Hallenmeisterschaften in Istanbul mit 13,78 m Zehnter, ehe er bei den Balkan-Meisterschaften in Pitești mit 13,86 m auf Rang elf landete. 2022 belegte er bei den Balkan-Meisterschaften in Craiova mit 15,69 s den achten Platz im 110-Meter-Hürdenlauf und gelangte über 400 m Hürden mit 58,84 s auf dem zehnten Platz.
2022 wurde Idrizaj albanischer Meister im 110- und 400-Meter-Hürdenlauf. Zudem wurde er 2013 Hallenmeister im Dreisprung.

## Persönliche Bestzeiten
- 110 m Hürden: 15,69 s (−0,5 m/s), 19. Juni 2022 in Craiova
- 400 m Hürden: 57,49 s, 24. Mai 2022 in Elbasan
- Dreisprung: 14,30 m (+1,1 m/s), 9. Juni 2017 in Elbasan
  - Dreisprung (Halle): 13,80 m, 8. Februar 2013 in Tirana